# 星際海盜
《星際海盜》是由野中卓也導演、ufotable製作，於2006年7月3日首次放送的日本動畫。並於同年改編成漫畫在《月刊Comic Rush》上連載。

## 主要登場人物

### 郊狼
- Mister（ミスター、配音員：大塚明夫）

本名、年齡不詳的中年男子，所有案件都以化名犯案。最經典的台詞是：「郊狼不會聚集在一起，但寧死也不背叛家人。」
- 弗蘭卡（フランカ・ドックリー、配音員：廣橋涼）

布魯斯的女兒。
- 主教（ビショップ、配音員：堀内賢雄）

天才詐欺師，金髮、戴眼鏡。在一些大場面上會怯場，但是在許多的計謀上卻非常的高明。
- 刀（カタナ、配音員：關智一）

50項前科犯。對於機械的修理和駕駛有著超乎常人的天份，最常掛在嘴邊的話是：「我可是超級特快車刀大人啊」
- 布魯斯（ブルース・ドックリー、配音員：大塚芳忠）

被稱為「海賊王」，弗蘭卡之父。以巧取豪奪的手段從中央銀行的億萬金庫竊取的一百億宇宙元（過程紀錄在自己的義眼晶片中）；漫畫版中的遺產則是在葛雷斯蘭行星上的S級稀有金屬「賢者之石」露天礦脈。兩個版本間唯一相同就是遺留給弗蘭卡的是那份深刻的愛。
- 史旺普（スワンプ・ゴードン、配音員：寶龜克壽）

中年男性黒人。被稱之為「海賊王」布魯斯右手的男人，多次與布魯斯合作也是最親密的友人，布魯斯死後退出第一線，在鄉間擔任牧師並相當受到村人們的愛戴。

### 銀河聯邦
- 安潔莉卡・班茲（アンジェリカ・バーンズ、配音員：湯屋敦子）

銀河聯邦政府所屬之女性捜搜查官。年齡不詳，大胃王體質，漫畫版裡為大總統的私生女；動畫版中則是一個掌握了大總統把柄的女性。持有銀河聯邦政府大總統許可。長年追捕Mister，執著要將其逮捕（漫畫版中是因為過去曾被Mister所救後來不告而別所致；動畫版裡則是因鑚頂事件目睹Mister的身影後受其吸引）。
- 雀兒喜・諾爾（チェルシィ・ムーア、配音員：下屋則子）

sandvil行星警察局所屬，褐色肌膚銀髪的女性警察官，不太會讀漢字，安潔莉卡的後輩，對自己的記憶力很有自信。漫畫版裡是個自私自利的人物，動畫版中則是一個有些近似天然呆又有著夢想的孩子，對一些老舊物品有種詭異的狂熱（被五月直接吐槽說是不是哪裡壞掉了）！
- 弗蘭克・達斯頓（配音員：星野充昭）

sandvil監獄典獄長，老實人一個。

### 殺手集團
- マルチアーノ（瑪露奇諾、配音員：澤海陽子）

犯罪集團GRIMINAL GUILD所屬幹部，在彈劾審判時叛變。在漫畫版中曾揭露過去是在社會底層率領著身為人類時的十二姐妹的竊盜集團，後來拋棄自身尊嚴爬上了犯罪公會的頂層；動畫中描寫成一個憎恨著郊狼們存在的女子，最大的遺憾是無法懷孕生子（生化機械人身驅，但一部分還是人類），後來在動畫結尾與郊狼號的對決中敗北戰死。
- ニルソン（配音員：伊藤昌一）

中年男子，負責12姊妹的維修保養。僅在動畫版中登場。
- Madan Marciano十二姊妹

マルチアーノ手下的殺手集團，別名「死亡天使」。以壓倒性的作戰能力而自豪，毫不手軟。在漫畫版中揭露過去曾都是人類，後來才被改造為生化機械人；動畫版中則是機械人。
ジャニアリー（一月、配音員：花村怜美）
第一世代。十二姐妹中脾氣算得上是最火爆的一個（對敵），主要武器是兩把機槍，以大範圍掃射的方式殲滅敵人。
フェブラリー（二月、配音員：佐藤利奈）
第二世代。負責後勤保障，專業的眼鏡女孩。
マーチ（三月配音員：新井里美）
第二世代。武器為M249 SAW（FN MINIMI）。
エイプリル（四月、配音員：生天目仁美）
第一世代。萬能型。為十二姐妹中的指揮官，漫畫版中唯一出現身為人類時名字的人（貝絲）。
メイ（五月、配音員：玉木有紀子）
第一世代。萬能型。銀髪。在動畫版中於監獄遭遇蟲之海嘯後被安潔莉卡以特殊手段帶走（只剩一顆頭），並成為安潔莉卡推斷Mister和瑪露奇諾行動的主要情報來源，卻也和安潔莉卡他們變成了朋友的關係。
ジューン（六月、配音員：松浦チエ）
第二世代。12姐妹中唯一穿著風衣
ジュライ（七月、配音員：川瀨晶子）
第二世代。12姐妹中最豐滿
オーガスト（八月、配音員：菊池心）
第三世代。主要武器是大量的「炸彈」。
セプ（九月、配音員：新井里美）
第一世代。在動畫版中十二姐妹裡唯一的陣亡者。
オクト、ノヴェ、ディッセ（十月、十一月、十二月、配音員：木川絵理子）
第三世代。三胞胎。武器為HK MP5K。唯三蘿麗體型的十二姐妹，由於外貌一模一樣，基本上除了自己人以外分辨不出來誰是誰。

### 刑事公會
亨特（ハンター・ベネット、配音員：速水獎）
刑事公會處刑隊長。

## 動畫
從2006年7月開始播出。全部12集。

### 主題曲
オープニングテーマ「COYOTE」
作詞 - 逢瀬祭、ufotable / 作曲 - 大川茂伸 / 編曲 - 小林俊太郎 / 歌 - Naoki with Power Sound
エンディングテーマ「薄らぐ記憶」
作詞 - 逢瀬祭、ufotable / 作曲・編曲 - イケダトモノリ / 歌 - Sana

### 各話標題
| 話數 | 標題                       | 脚本            | 絵コンテ                 | 演出              | 作画監督              |
| ---- | -------------------------- | --------------- | ------------------------ | ----------------- | --------------------- |
| 1    | 脱獄(越獄)                 | 金月龍之介      | あおきえい               | あおきえい        | 須藤友徳              |
| 2    | 海賊亭の少女(海盜亭的少女) | 金月龍之介      | 野中卓也                 | 野中卓也          | 小島大和              |
| 3    | 右腕と呼ばれた男           | 逢瀬祭          | 堀之内元                 | 及川啓            | 外崎春雄              |
| 4    | 過ぎ去りし日々             | 逢瀬祭          | 寺東克己                 | 寺東克己          | 柴崎圭 田中織枝       |
| 5    | ネバーチェンジ             | 逢瀬祭          | 小船井充                 | 小船井充          | 小島大和              |
| 6    | 激闘                       | 佐藤和治 逢瀬祭 | 野中卓也                 | 野中卓也          | 須藤友徳              |
| 7    | 反逆のマルチアーノ         | 逢瀬祭          | 寺東克己                 | 篠幸裕            | 小林利充              |
| 8    | ギガバンクスへ続く道       | 佐藤和治 逢瀬祭 | 堀之内元                 | 熊谷雅晃          | 松本好弘 粟井重紀     |
| 9    | ジュピター                 | 逢瀬祭          | 堀之内元                 | 山内東生雄        | 渡辺伸弘              |
| 10   | アンジェリカ・バーンズ     | 逢瀬祭          | 水本葉月 逢瀬祭 平尾隆之 | 水本葉月          | 小船井充              |
| 11   | 薄らぐ記憶                 | 逢瀬祭          | あおきえい               | あおきえい        | 小島大和 高橋タクロヲ |
| 12   | COYOTE                     | 逢瀬祭          | 野中卓也                 | 野中卓也 平尾隆之 | 須藤友徳              |

### 播放電視台
| 播放地區                        | 播放電視台                            | 播放期間                 | 播放日                    | 備考                     |
| ------------------------------- | ------------------------------------- | ------------------------ | ------------------------- | ------------------------ |
| 埼玉縣                          | 埼玉電視台                            | 2006年7月3日 - 9月18日   | 星期一 25:30 - 26:00      |                          |
| 千葉縣                          | 千葉電視台                            | 2006年7月3日 - 9月18日   | 星期一 26:10 - 26:40      |                          |
| 兵库县                          | SUN電視台                             | 2006年7月3日 - 9月18日   | 星期一 26:10 - 26:40      |                          |
| 神奈川縣                        | 神奈川電視台                          | 2006年7月8日 - 9月23日   | 星期日 25:30 - 26:00      |                          |
| 広域放送 （页面存档备份，存于） | 名古屋電視台                          | 2006年8月26日 - 11月11日 | 星期日 28:15 - 28:45      |                          |
| 日本全域                        | チャンネルNECO （页面存档备份，存于） | 2006年9月25日 - 11月27日 | 第4個星期一 23:00 - 25:00 | 連續撥放4集 リピートあり |